# Karel III. Neapeljski
Po smrti zadnjega strica Filipa II. Tarantskega je postal Ivanin bratranec Karel Draški prvi moški dedič neapeljskega prestola. V mladosti ga je Ivana vzgajala v Neaplju za svojega naslednika, a so ga desetletnega preselili na madžarski dvor, kjer mu je kasneje Ludvik I. Veliki poveril regentstvo nad Hrvaško in Dalmacijo. Sedaj ga je Ivana želela obiti in je iskala zavezništvo na francoskem dvoru. Posvojila je  Ludvika I. Anžujskega, brata francoskega kralja Karla V. Modrega in ga določila za svojega naslednika. Karel Draški se je na povabilo papeža odzval tako, da je 1381 prišel z madžarsko vojsko nad Neapelj, premagal vojskovodjo Otta, zaprl Ivano in se oklical za neapeljskega kralja Karla III. Kasneje je dal Ivano zadaviti. Da bi uveljavil svojo pravico do nasledstva, je Ludvik I. Anžujski 1384 prišel z vojsko iz Provanse v Italijo, a je umrl, preden je dosegel Neapelj.
1382 je umrl Ludvik I. Veliki in na madžarskem prestolu ga je nasledila hči Marija pod regentstvom matere. Nekateri plemiči z njo niso bili zadovoljni. 1385 so povabili Karla III. v Budim in ga kronali še za madžarskega kralja. A že čez dva meseca so ga nasprotniki ubili in postavili na prestol spet Marijo. Marija se je kasneje poročila s Sigismundom Luksemburškim, ki je s tem postal kandidat za madžarskega kralja.